# Gwatemalskie Zjednoczenie Narodowo-Rewolucyjne
Gwatemalskie Zjednoczenie Narodowo-Rewolucyjne (hsz. Unidad Revolucionaria Nacional Guatemalteca) – gwatemalska lewicowa partia polityczna.
Zjednoczenie powstało w 1982 roku jako koalicja ugrupowań partyzanckich biorących udział w toczącej się w Gwatemali wojnie domowej. W 1997 roku zgodnie z postanowieniami traktatu pokojowego kończącego wojnę koalicja przekształciła się w legalnie działającą partię polityczną. Partia wzięła udział w wyborach w 1999 roku. W tym samym roku odbył się jej kongres ideologiczny i konferencja organizacji młodzieżowych. Partia przyjęła program socjalistyczny. W chwili przekształcenia w partię polityczną liczyła 5000 członków skupionych w 54 filiach. Od tamtego czasu uzyskiwała w wyborach kilkuprocentowe poparcie wprowadzając po kilku parlamentarzystów.